# Инсун-ванху
Инсу́н-ванху́ (인순왕후 심씨; 27 июня 1532 — 12 февраля 1575) — чосонская королева-консорт, супруга вана Мёнджона из династии Ли. Происходила из клана Сим из Чхонсона. Личное имя неизвестно, её называют госпожой Сим по фамилии отца, или Инсун — по посмертному имени. Она была королевой-консортом Чосона с 1545 года до смерти своего мужа в 1567 году, после чего была удостоена титула Вдовствующей королевы Уйсон (의성왕대비). Она была регентом с 1567 по 1568 год, когда её несовершеннолетний приёмный сын Ли Ён правил Чосоном.

## Жизнеописание

### Ранние годы
Будущая королева родилась 27 июня 1532 года в семье Сим Кана и его жены, госпожи Ли из клана Ли из Чонджу. Она старшая из 10 детей, включая Сим Ыйгёма. Через свою мать она является правнучкой в шестом колене королевы Вонгён и вана Тхэджона; через своего прадеда в 5 колене, великого принца Хёрёна. Она также является правнучкой в четвёртом колене Сим Она и правнучкой в третьем колене королевы Сохён, жены короля Седжона.
В апреле 1542 года юную госпожу Сим выдали замуж за Великого принца Кёнвона, единственного сына вана Чунджона и королевы Мунджон. Госпожа Сим получила титул принцессы-консорта (부부인).
В 1545 году, когда король Инджон скончался, её муж был возведён на престол как следующий ван Чосона, поскольку у Инджона и королевы Инсон не было прямых наследников. Затем принцесса-консорт стала следующей королевой-консортом, и в 1551 году у неё родился сын, Наследный принц Сунхэ.
Наследный принц умер в 1563 году; не оставив наследников от короля Мёнджона, который также умер в 1567 году. В результате принц Хасон (будущий король Сонджо), сын Великого внутреннего принца Докхына и Великой внутренней принцессы-консорта Хадон, стал следующим наследным принцем.

### Регентство и дальнейшая жизнь
Королева-консорт стала королевой-регентом в 1567 году после возведения принца на престол, потому что он был молод. В 1568 году она ушла с поста регента и получила титул Вдовствующей королевы. Позже в 1569 году была удостоена титула Вдовствующей королевы Уйсон (의성왕대비, 懿聖).
Её жизнь в качестве Вдовствующей королевы длилась 8 лет. Она умерла 12 февраля 1575 года в павильоне Тонмён дворца Чангён. Королева Инсун похоронена вместе со своим мужем в Канныне, неподалёку от того места, где похоронена её свекровь — королева Мунджон.

### Потомки
Королева Инсун в конечном итоге стала прабабушкой в пятом колене королевы Данви, первой жены вана Кёнджона.

## Семья

### Родители
- Отец — Сим Кан (1514—1567) (심강, 沈鋼)
  - 1) Дедушка − Сим Ёнвон (1491—1558) (심연원)
    - 2) Прадед − Сим Сунмун (심순문, 沈順門)
      - 3) Прапрадед — Сим Вон (심원, 沈湲)
        - 4) Прапрапрадед — Сим Хэ (심회, 沈澮) (1418—1493); младший брат королевы Сохён
          - 5) Прапрапрапрадедушка — Сим Он (심온, 沈溫) (1375 — 18 января 1419); отец королевы Сохён
          - 5) Пра-пра-пра-прабабушка — Внутренняя принцесса-консорт Сунхын из клана Сунхын Ан (순흥부부인 안씨) (? — 1444)

        - 4) Прапрапрабабушка — госпожа Ким из клана Вонджу Ким (정경부인 원주 김씨, 貞敬夫人 原州 金氏)

      - 3) Прапрабабушка — госпожа Ли из клана Чхонджу Ли (증 정경부인 전주 이씨)

    - 2) Прабабушка — госпожа Син из клана Пхёнсан Син (증 정경부인 평산 신씨, 贈 貞敬夫人 平山 申氏)

  - 1) Бабушка — госпожа Ким из клана Кёнджу Ким (경주 김씨)
- Мать — Ли Хвигён, Внутренняя принцесса-консорт Вансан из клана из клана Ли из Чонджу. (1511—1559)[2][3]
  - 1) Дед — Ли Дэ, принц Чонсон (전성군 이대) (21 июля 1488 — 29 октября 1543)
  - 2) Бабушка — госпожа Чон из клана Донхрэ Чжон (동래 정씨) (? — 9 января 1557 г.)

### Братья и сёстры
- Младший брат — Сим Ингём (심인겸, 沈仁謙) (1533—1580)
  - Невестка — госпожа Ли (이씨)
    - Племянник — Сим Ым (심엄, 沈㤿); стал приёмным сыном Сим Уйгёма
- Младший брат — Сим Ый-гём (심의겸, 沈義謙) (1535—1587)
  - Невестка — госпожа Хан из клана Чхонджу Хан (정부인 청주 한씨, 貞夫人 淸州 韓氏)
    - Племянник — Сим Нон (심논, 沈惀)
    - Племянница — госпожа Сим
- Младший брат — Сим Егём (심예겸, 沈禮謙) (1537—1578)[4]
  - Невестка — госпожа Чон из клана Ёнил Чжон[уточнить] (연일 정씨)
- Младший брат — Сим Джигём (심지겸, 沈智謙) (1540—1568)
  - Невестка — госпожа Ли (이씨)
  - Невестка — госпожа Хо (허씨)
    - Племянник — Сим Гён (심경, 沈憬)
- Младший брат — Сим Сингём (심신겸, 沈信謙) (1542—1596)
  - Невестка — госпожа Чон (정씨)
    - Племянник — Сим Юль (심율, 沈慄)
    - Племянник — Сим Гак (심각, 沈恪)
    - Племянник — Сим Ли (심이, 沈怡)
    - Племянница — госпожа Сим
    - Племянница — госпожа Сим
    - Племянница — госпожа Сим
    - Племянница — госпожа Сим
- Младший брат — Сим Чонгём (심충겸, 沈忠謙) (1545—1594)[5]
  - Невестка — госпожа Ли из клана Чхонджу Ли (증 정경부인 전주 이씨)
    - Племянник — Сим Хын (심흔, 沈忻)
    - Племянник — Сим Ёль (심열, 沈悅) (1569—1646);[6] стал приёмным сыном Сим Егёма.
    - Племянник — Сим Чен (심종, 沈悰)
    - Племянница — госпожа Сим
    - Племянница — госпожа Сим
- Младший брат — Сим Хёгём (심효겸, 沈孝謙) (1547—1600)
  - Невестка — госпожа Нам (남씨)
  - Невестка — госпожа Ли (이씨)
    - Племянник — Сим Пиб (심핍, 沈愊)
    - Племянник — Сим Чок (심척, 沈惕)
    - Племянница — госпожа Сим
    - Племянница — госпожа Сим
- Младший брат — Сим Чегём (심제겸, 沈悌謙) (1550—1589)
  - Невестка — госпожа Син (신씨)
    - Племянник — Сим Ю (심유, 沈愉)
    - Племянник — Сим Хёб (심협, 沈協)
    - Племянница — госпожа Сим
    - Племянница — госпожа Сим
    - Племянница — госпожа Сим
- Младшая сестра — госпожа Сим (청송 심씨)
  - Шурин — Лим Ённо (임영로, 任榮老) из клана Пунчхон Лим (풍천 임씨)
- Младшая сестра — госпожа Сим (청송 심씨)
  - Шурин — Ли Бёк (이벽, 李鼊) из клана Чхонджу Ли (전주 이씨)

### Супруг
- Муж — Мёнджон (3 июля 1534 — 3 августа 1567) (조선명종)
  - Свёкор — ван Чунджон
  - Свекровь — королева Мунджон

### Дети
- Сын — Ли Бу, наследный принц Сунхве (1 июля 1551 — 6 октября 1563) (이부 순회세자)
  - Невестка — наследная принцесса Гонхэ из клана Мусон Юн (1550 — 14 апреля 1592) (공회빈 윤씨)
- Приёмный сын — Сонджо (조선선조) (26 ноября 1552 г. — 16 марта 1608 г.)
  - Приёмная невестка — королева Уйин из клана Баннам Пак (의인왕후 박씨) (5 мая 1555 — 5 августа 1600)
  - Приёмная невестка — королева Инмок из клана Ёнан Ким (인목왕후 김씨) (15 декабря 1584 — 13 августа 1632)
    - Приёмная внучка — принцесса Чонмён (정명공주) (27 июня 1603 г. — 8 сентября 1685 г.)
    - Неназванная приёмная внучка (1604 г.); умерла преждевременно
    - Приемный внук — Ли Уй, Великий принц Ёнчан (이의 영창대군) (12 апреля 1606 г. — 19 марта 1614 г.)

## В искусстве
Образ королевы Инсун сыграла южнокорейская актриса Чан Хиджин в телесериале «Зеркало ведьмы» (JTBC, 2016 год).